# Josep de Calassanç Laplana i Puy
Josep de Calassanç Laplana i Puy (26 de juliol de 1943 a Binèfar) és un historiador de l'art i historiador de l'Església i actual director del Museu de Montserrat.
Format a la Facultat de Lletres de la Universitat de Barcelona, fou frare felipó fins que ingressà al monestir benedictí de Montserrat.
Ha publicat diversos llibres, com L'oratori de Sant Felip Neri de Barcelona i el seu patrimoni artístic i monumental (1978) o el molt erudit volum L'Església dels primers segles (2006).
Tanmateix la seva especialitat com a historiador de l'art ha esdevingut la figura de Santiago Rusiñol, de qui és el millor especialista sobretot en la seva faceta de pintor. Sobre ell publicà Santiago Rusiñol. El pintor. l'home (1995) i La pintura de Santiago Rusiñol. Obra completa (2004), aquesta en tres volums, i en col·laboració amb Mercedes Palau-Ribes, llibres que inclouen el catàleg raonat més complet de l'obra pictòrica de l'artista.
És el director del Museu de Montserrat, institució que ha convertit en un dels principals museus d'art de Catalunya i al que ha dedicat altres llibres, guies i articles. Dirigeix la revista "Propileu", vinculada al museu. És membre corresponent de la Reial Acadèmia Catalana de Belles Arts de Sant Jordi de Barcelona des del 1994.

## Llibres destacats
- L'oratori de Sant Felip Neri de Barcelona i el seu patrimoni artístic i monumental (1978)
- Santiago Rusiñol. El pintor. l'home (1995) (Premi Crítica Serra d'Or de biografies i memòries, 1996)
- La imatge de la Mare de Déu de Montserrat al llarg dels segles, Publicacions de l'Abadia de Montserrat (1995)
- Les col·leccions de pintura de l'Abadia de Montserrat, (1999)
- La pintura de Santiago Rusiñol. Obra completa (2004)
- L'Església dels primers segles (2006)